# Trélazé
Trélazé is een gemeente in het Franse departement Maine-et-Loire (regio Pays de la Loire). De plaats maakt deel uit van het arrondissement Angers. Trélazé telde op 1 januari 2022 15.620 inwoners.

## Geografie
De oppervlakte van Trélazé bedroeg op 1 januari 2022 12,2 vierkante kilometer; de bevolkingsdichtheid was toen 1.280,3 inwoners per km².

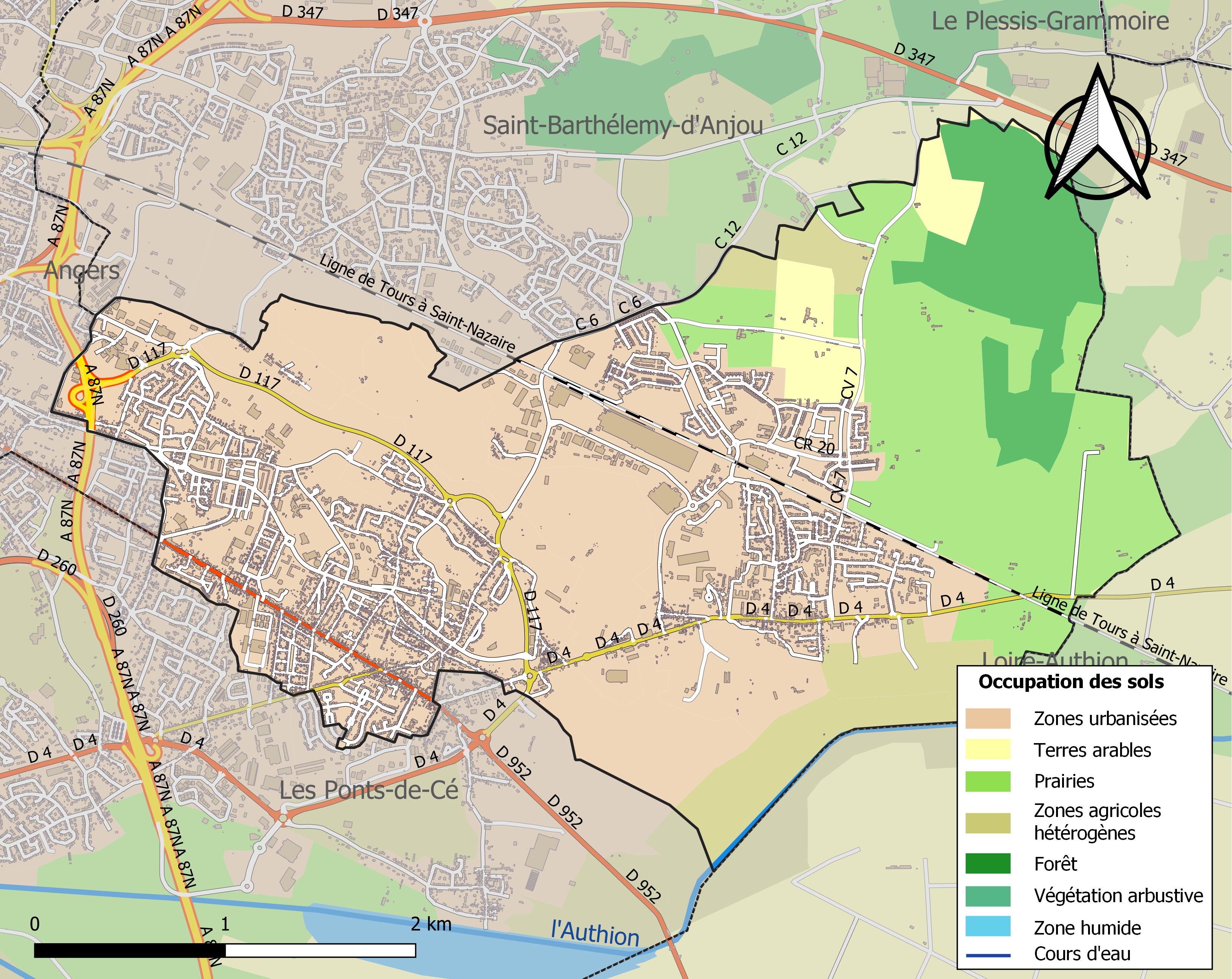
Kaart van de gemeente met de belangrijkste infrastructuur, bodemgebruik en omliggende gemeenten

## Demografie
Onderstaande figuur toont het verloop van het inwonertal (bron: INSEE-tellingen).